# David Hunt (pilote)
Pour les articles homonymes, voir David Hunt et Hunt.
Pas d'image ? Cliquez ici
David Hunt est un pilote automobile britannique né à Belmont (Sutton) (en) (Royaume-Uni) le 20 mai 1960 et décédé le 11 octobre 2015 à l'âge de 55 ans. Il est le petit frère du champion du monde de Formule 1 1976, James Hunt.

## Carrière
David commence sa carrière à l'âge de 15 ans. Il passe en Formule Ford en 1981 et en championnat britannique de Formule 3 de 1983 à 1987. Il dispute le championnat international de Formule 3000 en 1988, ce qui lui permet d'effectuer un test pour le compte de l'écurie de Formule 1 Benetton. Il prend sa retraite sportive cette même année avec peu de succès.
A la fin de l'an 1994, il est vendeur de filtre à eau et décide alors de racheter Team Lotus, l'écurie de Formule 1 étant en faillite pour essayer de la sauver, mais sans succès. Durant 15 ans il va alors s'atteler à redonner une place à Lotus en compétition et y parvient en 2009 et revendant les droits du nom de Lotus à l'écurie de Formule 3 Litespeed, qui va inscrire l'équipe au championnat du monde de Formule 1 2010.